# عمامه‌گذاری
عمامه گذاری آئینی است که هر طلبه حوزه علمیه پس از گذارندن پایه‌های اولیه طلبگی (پنج سال تحصیل) و احراز شرایط خاص علمی و اخلاقی تحت عنوان «تلبّس» در مراسمی ویژه برپا می‌شود و فرد به عنوان آخوند شناخته می‌شود.
آیت الله مصباح یزدی 

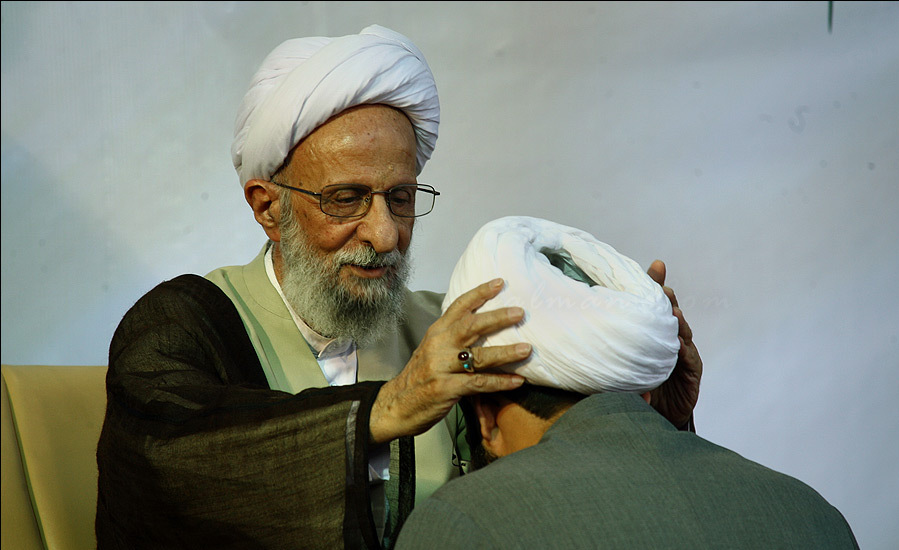
مراسم عمامه‌گذاری توسط مصباح یزدی

آیین عمامه گذاری در ایران زیر نظر معاونت تهذیب و تربیت حوزه‌های علمیه، مرکز مدیریت حوزه‌های علمیه، توسط «واحد تلبّس» انجام می‌شود. این واحد وظیفه تشخیص صلاحیت طلاب را بر عهده دارد. طلابی که شرایط حوزه علمیه را احراز کنند و توانایی‌های لازم را به دست آورده باشند، رسماً به لباس روحانیت ملبس می‌شوند. لباس روحانیت شامل عمامه، عبا و قبا است و نشانگر برخورداری از تحصیلات حوزوی، پایبندی به ارزش‌های اسلامی و آمادگی ایفای نقش در جامعه اسلامی است.
مراسم عمامه گذاری معمولاً در اعیاد اسلامی در حوزه‌های علمیه برگزار می‌شود و طلاب توسط مراجع و علما عمامه بر سر می‌گذارند.